# Vorotinec
Vorotinec (in russo Воротынец?) è un insediamento operaio della Russia europea centro-orientale, nell'oblast' di Nižnij Novgorod. È il centro amministrativo del rajon Vorotynskij e del circondario urbano Vorotynskij (городской округ Воротынский).
Si trova 143 km a est di Nižnij Novgorod.